# ヴァレンス水道橋

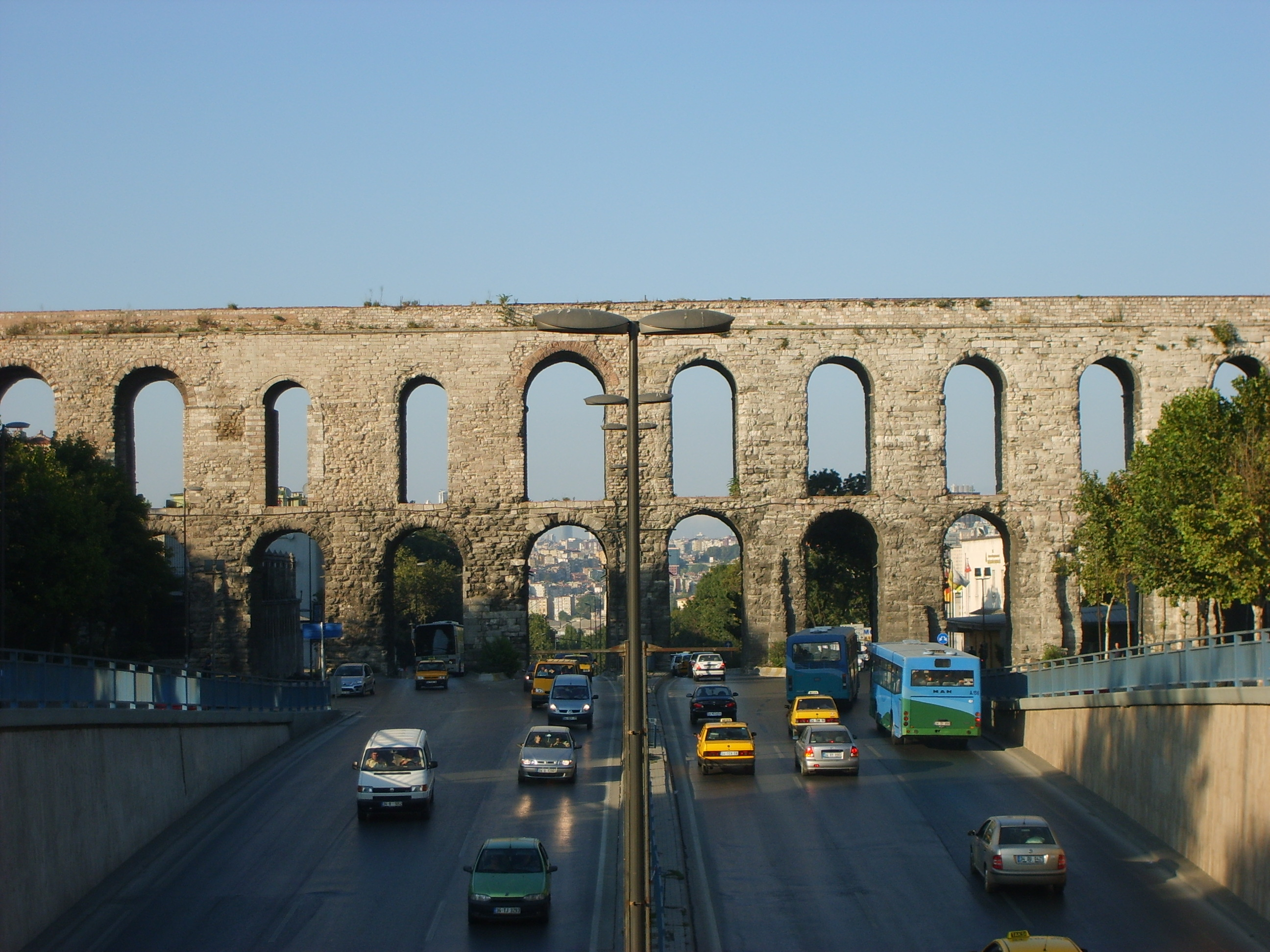
ヴァレンス水道橋

ヴァレンス水道橋（ヴァレンスすいどうばし; トルコ語: Valens Kemeri）は、トルコのイスタンブールにあるローマ帝国時代の水道橋の遺構。本来の全長はおよそ1kmあったが、現存するのは800mほどの部分である。水道橋はイスタンブール旧市街のおよそ中央部、ファーティフの丘とエミノニュの丘の間にかけられており、全長551kmに及ぶウァレンス水道の最末端の一部を構成している。ウァレンス水道は、北西郊外にあるベオグラードの森水源およびダナマンドゥラ・プナルカ水源地帯とヴィゼ水源地帯の三つの水源から、旧市街東部のスルタンアフメト地区にある地下貯水池へと中継する役割を果たした。
水道橋はイスタンブールがコンスタンティノープルと呼ばれていた4世紀に、コンスタンティノープル市長クレアルコスによって建設された。完成は373年と考えられている。英語では完成時の皇帝ウァレンスの名をとって Valens Aqueduct（ヴァレンス水道橋）と呼ばれて広く知られているが、現地のトルコではむしろBozdoğan Kemeri（「灰色の鷹のアーチ橋」）という通称で呼ばれることが多い。東ローマ帝国を経てオスマン帝国時代までイスタンブール旧市街に水を届けつづけ、最後の補修は1697年に行われている。
橋脚の下には、北は金角湾にかかるアタテュルク大橋を経て新市街のベイオール地区、タクスィム広場に繋がり、南はアクサライ地区で旧市街地区を東西に貫くオルドゥ通りと交差する、旧市街の地区の南北を貫く幹線道路「アタテュルク大通り」が走り、アーチとアーチの間を常に多くの車が行き交っている。